# Josep Villarroya
Josep Villarroya Pérez (Barcelona, España; 26 de agosto de 1962), deportivamente conocido como Villarroya, es un exfutbolista español, que jugaba como centrocampista. Fue campeón de la Copa de la Liga con el FC Barcelona y jugó en la Primera División de España con el CE Sabadell y el Real Burgos.

## Trayectoria
Ingresó en el FC Barcelona a los nueve años, tras participar en un torneo social organizado por el club. Pasó por todas las categorías inferiores barcelonistas, jugando inicialmente como extremo, para reconvertirse en mediapunta tras dar el salto al Barcelona Atlètic. A finales de la temporada 1985/86, tras destacar como máximo goleador del filial en Segunda División con 13 goles, Terry Venables le hizo debutar con el primer equipo, participando en un encuentro de semifinales y los dos partidos de la final de la Copa de la Liga, que los azulgrana conquistaron frente al Real Betis. A pesar del debut, la siguiente campaña no tuvo oportunidades en el primer equipo, por lo que la temporada 1987/88 se marchó cedido al CE Sabadell. Con los arlequinados pudo debutar en Primera División, jugando 30 partidos y marcando cuatro goles, que no evitaron el descenso.
Tras quedar libre, jugó un curso en Segunda División con la UE Figueres y el verano de 1989 firmó por el Real Burgos, también de la categoría de plata. La temporada 1989/90 fue fijo en el equipo titular de los castellanos, que lograron su primer ascenso a Primera División. Al año siguiente, en la máxima categoría, perdió la titularidad, disputando únicamente 109 minutos, repartidos entre cuatro encuentros. Fueron sus últimos partidos en el fútbol profesional; tras jugar en Segunda División B con la UE Sant Andreu, terminó su carrera la temporada 1992/93 con el FC Santboià en Primera Catalana.

## Clubes
| Club                 | País   | Año       |
| -------------------- | ------ | --------- |
| FC Barcelona Amateur | España | 1982-1984 |
| FC Barcelona Atlètic | España | 1984-1987 |
| CE Sabadell          | España | 1987-1988 |
| UE Figueres          | España | 1988-1989 |
| Real Burgos CF       | España | 1989-1991 |
| UE Sant Andreu       | España | 1991-1992 |
| FC Santboià          | España | 1992-1993 |

## Palmarés

### Campeonatos nacionales
| Título                              | Club                 | País   | Año  |
| ----------------------------------- | -------------------- | ------ | ---- |
| Liga de Tercera División            | FC Barcelona Amateur | España | 1984 |
| Copa de la Liga de Primera División | FC Barcelona         | España | 1986 |